# Corpus inscriptionum et monumentorum religionis Mithriacae
Le Corpus Inscriptionum et Monumentorum Religionis Mithriacae (ou CIMRM) est un recueil d’inscriptions grecques et latines et de monuments liés au culte de Mithra. Il a été rédigé par l’historien néerlandais Maarten Jozef Vermaseren et publié à La Haye par Martinus Nijhoff, sous deux volumes en 1956 et en 1960. 
Aucun autre corpus n’a été publié depuis celui de Vermaseren, qui reste donc malgré son ancienneté un ouvrage de référence des inscriptions et des monuments du culte de Mithra.

## Publication
- Maarten Jozef Vermaseren, Corpus Inscriptionum et Monumentorum Religionis Mithriacae, La Haye, Martinus Nijhoff, Vol I, 1956, Vol II, 1960